# Findlaya apophysata
Findlaya es un género monotípico de plantas fanerógamas perteneciente a la familia Ericaceae. Su única especie: Findlaya apophysata, es originaria de las Antillas.

## Taxonomía
Findlaya apophysata  fue descrita por (Griseb.) Hook.f. y publicado en Genera Plantarum 2: 569. 1876.
Sinonimia
- Sophoclesia apophysata Griseb.[3]